# Zhou Yafei
Zhou Yafei (n. 17 ianuarie 1984, Qingdao, Republica Populară Chineză) este o înotătoare chineză, medaliată olimpică. A participat la o ediție a Jocurilor Olimpice (2008) în care a câștigat o medalie de bronz.